# Espai de Schwartz
En matemàtiques, i més específicament en anàlisi funcional i camps relacionats, un espai de Schwartz és un espai funcional {\displaystyle {\mathcal {S}}} de funcions de decreixement ràpid. Aquest tipus d'espai té la propietat interessant que la transformada de Fourier n'és un automorfisme. Per dualitat, aquesta propietat permet estendre la definició de la transformada de Fourier als elements de l'espai dual de l'espai de Schwartz {\displaystyle {\mathcal {S}}}, és a dir, a les distribucions temperades.
Aquest espai s'anomena així en honor de Laurent Schwartz, creador de la teoria de les distribucions. Una funció de l'espai de Schwartz es diu a vegades funció de Schwartz.

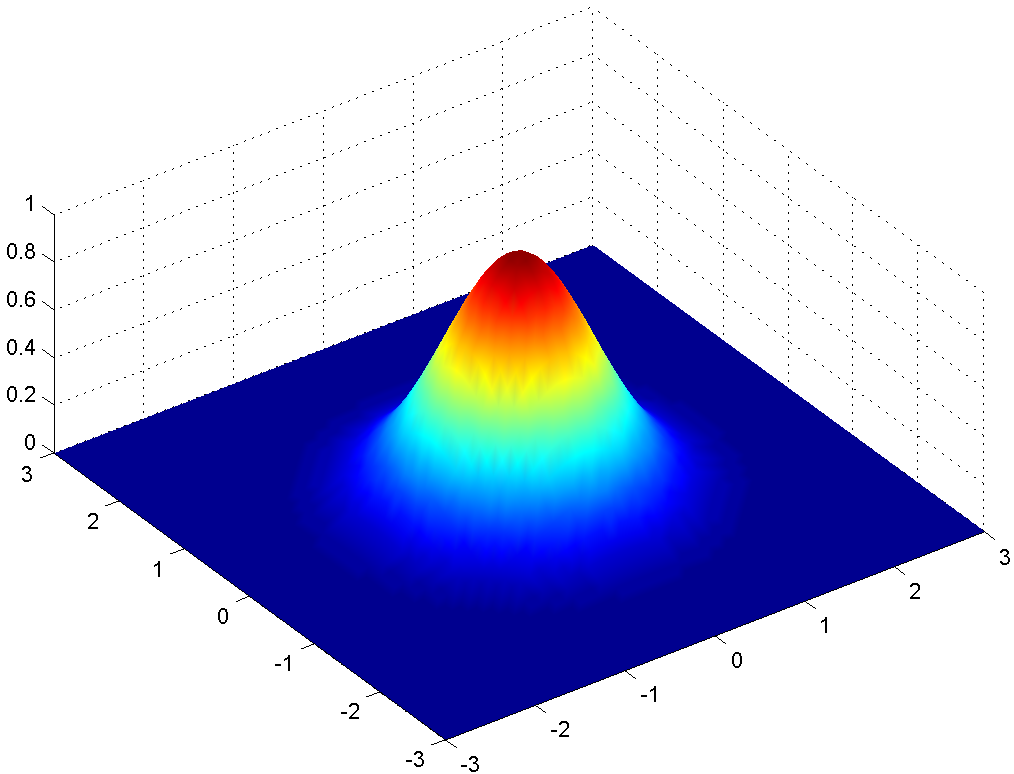
Una funció gaussiana bidimensional és un exemple de funció de decreixement ràpid, i per tant, un element de l'espai de Schwartz.

## Definició
L'espai de Schwartz o espai de funcions de decreixement ràpid {\displaystyle {\mathcal {S}}(\mathbb {R} ^{n})} definit sobre l'espai euclidià {\displaystyle \mathbb {R} ^{n}} és el conjunt de funcions

{\displaystyle {\mathcal {S}}\left(\mathbb {R} ^{n}\right)=\{f\in C^{\infty }(\mathbb {R} ^{n})\mid \forall \,\alpha ,\beta :\ ||f||_{\alpha ,\beta }<\infty \}}

on
{\displaystyle \alpha ,\beta \,} són multiíndexs (conjunts ordenats d'índexs),
{\displaystyle C^{\infty }(\mathbb {R} ^{n})} és el conjunt de funcions reals llises sobre {\displaystyle \mathbb {R} ^{n}}, i
{\displaystyle \|\cdot \|} és una norma definida a partir de la norma del suprem com:

{\displaystyle \|f\|_{\alpha ,\beta }:=\|x^{\alpha }D^{\beta }f\|_{\infty }=\sup _{\mathbf {x} \in \mathbb {R} ^{n}}\left|x_{i_{1}}^{\alpha _{1}}\ldots x_{i_{m}}^{\alpha _{m}}{\frac {\partial ^{|\beta |}f}{\partial x_{j_{1}}^{\beta _{1}}\ldots x_{j_{n}}^{\beta _{k}}}}\right|,}

on els nombres {\displaystyle \alpha _{i},\beta _{j}} són enters positius que satisfan:

{\displaystyle \sum _{i=1}^{m}\alpha _{i}=|\alpha |,\qquad \sum _{j=1}^{n}\beta _{j}=|\beta |.}

## Exemples de funcions enS(Rn){\displaystyle {\mathcal {S}}(\mathbb {R} ^{n})}
- Si {\displaystyle a,n>0\,}, llavors {\displaystyle x^{n}e^{-ax^{2}}\in {\mathcal {S}}(\mathbb {R} )}.
- Qualsevol funció llisa de suport compacte pertany a {\displaystyle {\mathcal {S}}(\mathbb {R} ^{n})}.

## Propietats
- {\displaystyle {\mathcal {S}}} és un espai de Fréchet sobre els nombres complexos {\displaystyle \mathbb {C} }.
- Per la regla de la cadena se segueix que {\displaystyle {\mathcal {S}}(\mathbb {R} ^{n})} es tancat sota la multiplicació punt a punt, és a dir, {\displaystyle f,g\in {\mathcal {S}}(\mathbb {R} ^{n})\Rightarrow fg\in {\mathcal {S}}(\mathbb {R} ^{n})}.
- La transformada de Fourier es un automorfisme lineal continu de {\displaystyle {\mathcal {S}}(\mathbb {R} ^{n})} en ell mateix.
- Per a qualsevol {\displaystyle 1\leq p\leq \infty }, es té que {\displaystyle {\mathcal {S}}\subset L^{p},} on Lp(Rn) es l'espai de funcions p-integrables en Rn. En particular, qualsevol funció de {\displaystyle {\mathcal {S}}} és una funció fitada.[1]